# 刘伯忠
刘伯忠（1949年—），四川武胜人，汉族，中华人民共和国政治人物、第十一届全国人民代表大会四川地区代表。
毕业于重庆大学党政管理专业，是中共党员。担任四川省南充市人大常委会顾问。2008年起担任全国人大代表。